# Gai Alfi Flavus
Gai Alfi Flavus (llatí: Gaius Alfius Flavus) va ser un magistrat romà.
Va donar suport a Ciceró en el seu consolat (63 aC). Va ser tribú de la plebs el 59 aC i llavors va donar suport incondicional a Juli Cèsar i per això no va obtenir el càrrec d'edil curul. El 54 aC va ser pretor, càrrec pel qual ja havia competit almenys una altra vegada sense èxit. Més tard va ser qüestor i comissionat al judici d'Aulus Gabini i al de Gneu Planci. Ciceró parla d'ell dient que va ser sempre un home honest i benintencionat però equivocat.